# أكزونوبل
اكزونوبل ، التي يتم تداولها باسم (AkzoNobel) ، هي شركة هولندية متعددة الجنسيات تقوم بعمل الدهانات وطلاءات الأداء لكل من الصناعة والمستهلكين في جميع أنحاء العالم. يقع مقر الشركة الرئيسي في أمستردام ، وتمارس أنشطة في أكثر من 80 دولة، وتوظف حوالي 46000 شخص. بلغت المبيعات في عام 2016 14.2 مليار يورو. 

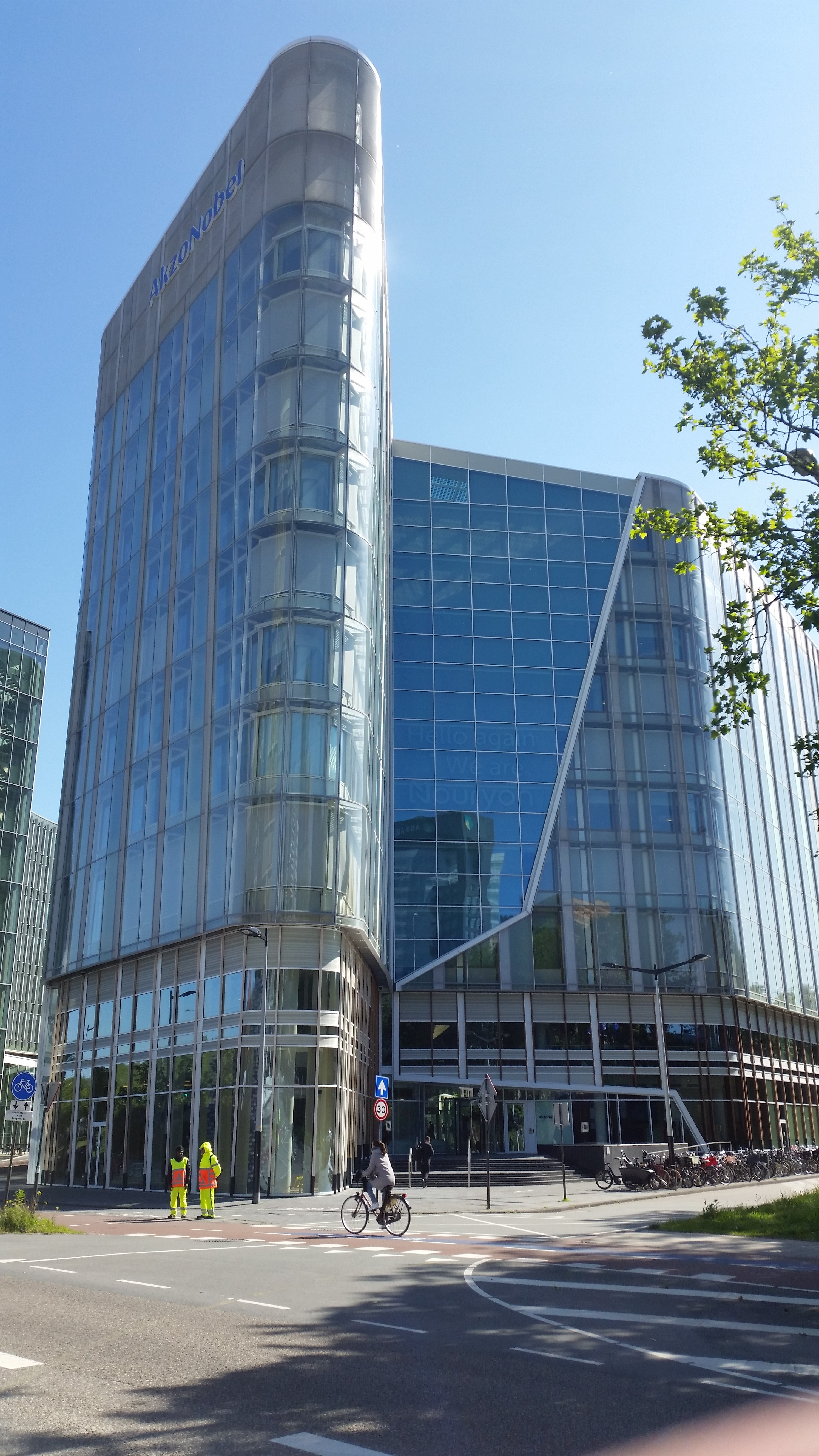
مقر الشركة في أمستردام (مايو 2019)

## روابط خارجية
- الموقع الرسمي